# Hleb i mleko
Hleb i mleko (sloven. Kruh in mleko) je film iz 2001. godine po scenariju i u režiji Jana Cvitkoviča.

## Radnja
Radnja se odvija u malom gradu u Sloveniji. Protagonisti su otac Ivan, majka Sonja i njihov šenastogodišnji sin Robi. Glavni problem ove porodice je što biraju pogrešan način za iskazivanje ljubavi i osećanja koje osećaju jedni prema drugima. Ovo je film o ljudskim manama i okrutnim igrama sudbine.

## Uloge
| Glumac          | Uloga |
| --------------- | ----- |
| Petar Musevski  | Ivan  |
| Sonja Savić     | Sonja |
| Todej Traha     | Robi  |
| Perica Radonjič |       |

## Nagrade
Film je učestvovao na mnogim festivalima širom Evrope. U Veneciji je nagrađen zlatnim lavom,a u Kotbusu je osvojio specijalu nagardu žirija kao i specijalnu nagradu publike.